# Владимир Святославич (князь новгородский)
Влади́мир (в крещении Бори́с) Святосла́вич (после 1142 — осень 1201) — князь Новгородский в 1180—1181 годах, князь Вщижский с 1181 года, черниговский (весна—осень 1201).
Сын Святослава Всеволодовича Черниговского и Киевского и Марии, дочери Василька Полоцкого. По версии Зотова Р. В., Владимир был старшим сыном, Олег вторым. По версии Войтовича Л. В., Олег был старшим сыном, Всеволод Чермный вторым, Владимир третьим, хотя в летописи под 1179 годом говорится о женитьбе среднего Святославича Всеволода на польской княжне.

## Происхождение
Традиционно отождествляется с Владимиром Всеволодовичем черниговским летописей, умершим в 1201 году, поскольку Владимир Всеволодович неизвестен по каким-либо ещё летописным сообщениям. У правившего в Чернигове после Ярослава Всеволодовича и до Всеволода Чермного было крестильное имя Феодосий, согласно Любецкому синодику. Поскольку у Владимира было крестильное имя Борис, то Феодосием в крещении мог быть Игорь Святославич.
Квашнин-Самарин Н. Д., опираясь на сведения Татищева В. Н., считал упомянутого в Любецком синодике на поз.20 Владимира сыном Давыда Ольговича, то есть не сыном, а правнуком Святослава Всеволодовича. Существование Владимира Давыдовича признаёт и Войтович Л. В., но отождествляет его с другим Владимиром синодика — на поз.36, тем не менее прикладывая отчество Владимирович стоящим перед ним князьям Борису, Давыду, Андрею и Дмитрию-Святославу и помещая таким образом правнука Святослава Всеволодовича между его внуками: Владимировичами и Глебовичами.
По третьей версии происхождения Владимира, с учётом его удела, Владимир вщижский мог быть сыном Святослава Владимировича вщижского (ум. 1167), то есть представителем пресекшегося рода Давыдовичей, однако по церковным канонам женитьба Владимира на дочери Михалко Юрьевича была бы невозможна, если бы он был внуком Андрея Юрьевича по матери.

## Биография
Первое летописное известие, связываемое с Владимиром — это раздел владений вщижского князя Святослава Владимировича в 1167 году, когда Святослав посадил во Вщиже сына, а лепшую волость (Стародуб Северский) отдал брату.
В 1175 году Владимир был послан отцом во главе войска на помощь Михаилу и Всеволоду Юрьевичам в их борьбе за Владимиро-Суздальское княжество  против их племянников, Мстислава и Ярополка Ростиславичей.
В 1177 году вместе с братом Олегом руководил черниговским войском в походе на помощь Всеволоду Юрьевичу против Глеба Ростиславича Рязанского, сражался на Колокше.
В 1181 году привёл новгородские войска на помощь черниговцам и половцам сначала под Дмитров против Всеволода Большое Гнездо, а затем под Друцк против Давыда Ростиславича Смоленского, но в отсутствие основных новгородских сил Всеволод Большое Гнездо захватил Торжок, что сыграло решающую роль в выборе новгородцами князя: Владимир был изгнан и уехал на юг к отцу, новгородским князем стал внук Мстислава Великого Ярослав Владимирович, сторонник Всеволода.
После разгрома северских князей половцами в 1185 году Владимир вместе с братом Олегом удачно организовали оборону Посемья от войск Гзака.
В 1191 году Владимир участвовал в безрезультатном походе на половцев под руководством Игоря Святославича.
Исследователь «Слова о полку Игореве» А. Ю. Чернов выдвинул гипотезу об авторстве Владимира Святославича.

## Семья и дети
Жена: с ок. 1178 года Пребрана (Мария), дочь Михаила Юрьевича Владимирского. Дети:
- Филипп ? (жена — Анастасия; умер до монгольского нашествия).
- Согласно толкованию Зотовым Р. В. Любецкого синодика: сыновья Борис, Давыда, Андрей, Святослав (в крещении Дмитрий). По предположению Войтовича Л. В., погибли при обороне Вщижа от монголов в 1239 году (фактически Вщиж пал в марте 1238 года во время первого похода монголов на Русь), и об их потомстве неизвестно. Квашнин-Самарин Н. Д. считал их сыновьями Владимира Игоревича северского.
- Михаил ? — возможный сын Владимира или другого из старших Святославичей.